# Jean-François Séguier
Jean-François Séguier (Nimes, 25 de noviembre de 1703-1 de septiembre de 1784) fue un botánico, astrónomo, y epigrafista francés.

## Biografía
Era hijo de un consejero del Presidio. Realizó sus estudios en el Colegio jesuita de Nîmes, y se apasionó sobre todo con la numismática y también con la historia natural. Se dirige a Montpellier y estudió derecho, mas prosigue asistiendo a lecciones de botánica de Pierre Baux (1708-1790) et Aymé-François Chicoyneau (1702-1740). El marqués Scipion Maffei (1675-1755) visitando la ciudad en 1732 ubica al joven y obtiene de su padre que lo acompañe durante sus viajes. Los dos hombres forjarían una amistad que sólo la muerte separó.
Visita el Real Jardín de las Plantas Medicinales, en París, y se relaciona con Herman Boerhaave (1668-1738) en Holanda. Juntos viajan a Austria y a Italia donde Séguier multiplican las observaciones naturalistas y arqueológicos. Publica en 1740, en La Haya: Bibliotheca botanica, y luego de 1745 a 1754 sus Plantæ Veronenses. Y pudo terminar un proyecto sobre fósiles que había observado con Véronèse. En 1755, habiendo perdido a su amigo, decide abandonar Italia e instalarse en Nîmes. Se relaciona con él una rica colección de medallas, libros, muestras naturales, minerales, fruto de veintitrés años de trabajo.
Séguier se consagró a estudiar los monumentos de la antigua Nemausus, su ciudad natal, incluyendo la Casona Carrée. Antiguo templo romano, construido en torno a la era cristiana, entre 5 a. C. y 5 por Marcus Vipsanius Agrippa, el hijo del emperador César Augusto, portando el edificio sobre su frontispicio, inscripto en letras de bronce cinceladas en la piedra, una inscripción explicando su papel. ¡Esas cartas se perdieron posteriormente ! y los agujeros de los clavos son todavía visibles. Fue a través de la presentación de esos agujeros que el gran erudito de Nîmes Jean-François Séguier consiguiendo en 1758 recomponer el texto original: 

A Cayo cónsul y a Lucius cónsul designado, hijo de Augusto, príncipes de la juventud
Robert Amy, L'inscription de la maison carrée de Nîmes, CRAI, 1970, 114-4, p. 670-686

 La lectura de Séguier fue por un tiempo refutado, y Émile Espérandieu propuso otra lectura atribuyendo el monumento a Agrippa, mas los estudios recientes han confirmado la lectura de Séguier
Terminó un importante manuscrito portando inscripciones latinas: Inscriptionum antiquarum index absolutissimus, in quo græcarum latinarumque inscriptionum quæ in editis libris reperiri potuerunt prima verba describuntur, etc., Etruscarum et exoticarum indice ad calcem adjecto, en ocho volúmenes, pero ese libro no se publicó.
Mantuvo una rica correspondencia con los eruditos de su tiempo y produjo una considerable influencia en los jóvenes de su ciudad. Recibió la visita de numerosos intelectuales como los naturalistas Antoine Gouan (1733-1821) y de Dominique Villars (1745-1814). Hoy en día olvidado, Séguier fue una figura esencial de la vida intelectual del siglo XVIII.
Falleció en 1784 de un ataque de apoplejía.

## Reconocimientos
Fue nombrado libre asociado de la Academia de Inscripciones y Bellas Letras  en 1772.

## Eponimia
Género
- (Phytolaccaceae) Seguieria Loefl.[2]

Especies, más de 33
- (Apiaceae) Coristospermum seguieri (Jacq.) Banfi, Galasso & Soldano[3]
- (Asteraceae) Hieracium seguierianum Arv.-Touv. & Gaut.[4]
- (Caryophyllaceae) Alsine seguieri Turra ex Sacc.[5]
- (Cistaceae) Helianthemum seguierii Pollini[6]
- (Euphorbiaceae) Euphorbia seguieriana Neck.[7]
- (Euphorbiaceae) Galarhoeus seguierianus (Neck.) Prokh.[8]
- (Polygalaceae) Polygala seguieri Venzo ex Pamp.[9]

## Publicaciones
- gabriel Audisio, françois Pugnière, jean-françois Séguier. 2005. Un Nîmois dans l’Europe des Lumières (A Nimes, en la Ilustración europea). Edisud, Aix-en-Provence, ISBN 2-7449-0551-8